# The Purple Album
| 전문가 평가         | 전문가 평가 |
| 평가 점수           | 평가 점수   |
| 출처                | 점수        |
| ------------------- | ----------- |
| The Herald-Standard | (favorable) |
| KNAC                | [ 2 ]       |
| The New York Times  | (favorable) |
| Classic Rock        | [ 4 ]       |

《The Purple Album》은 영국의 하드 록 밴드 화이트스네이크의 열두 번째 스튜디오 음반이다. 이 음반에는 화이트스네이크의 리드 싱어인 데이비드 커버데일이 밴드의 멤버였을 때 딥 퍼플 밴드 라인업인 마크 III와 마크 IV의 노래를 리메이크한 것이 포함되어 있다. 일본에서는 4월 29일, 유럽에서는 5월 15일, 영국에서는 5월 18일, 미국에서는 2015년 5월 19일에 프론티어즈 뮤직을 통해 발매되었다.

## 배경
화이트스네이크가 결성되기 전인 1973년부터 1976년까지 데이비드 커버데일이 딥 퍼플의 곡들을 셀프 커버한 것으로, 커버데일 시절의 곡들로 구성되어 있다. 이 음반에 대해 커버데일은 "우리가 만든 음악을 축하하는 것이다"라고 말한다.
조엘 호헥스트라가 합류하고, 1989년 스튜디오 음반인 《Slip of the Tongue》 이후 드러머 토미 알드리지가 복귀한 이후 첫 음반이기도 하며, 이 음반이 나오기 직전에 미셸 루피가 키보디스트로 합류했다고 발표했다.
이 음반은 발매 첫 주에 약 6,900장의 판매고와 함께 빌보드 200에서 87위로 데뷔했다.

## 곡 목록
| #   | 제목                          | 작사·작곡                                              | 오리지널 음반                    | 재생 시간 |
| --- | ----------------------------- | ------------------------------------------------------ | -------------------------------- | --------- |
| 1.  | 〈Burn〉                      | 리치 블랙모어, 데이비드 커버데일, 존 로드, 이언 페이스 | 《Burn》 (1974년)                | 6:56      |
| 2.  | 〈You Fool No One〉           | 블랙모어, 커버데일, 로드, 페이스                       | 《Burn》                         | 6:23      |
| 3.  | 〈Love Child〉                | 토미 볼린, 커버데일                                    | 《Come Taste the Band》 (1975년) | 4:13      |
| 4.  | 〈Sail Away〉                 | 블랙모어, 커버데일                                     | 《Burn》                         | 4:53      |
| 5.  | 〈The Gypsy〉                 | 블랙모어, 커버데일, 글렌 휴스, 로드, 페이스            | 《Stormbringer》 (1974년)        | 5:29      |
| 6.  | 〈Lady Double Dealer〉        | 블랙모어, 커버데일                                     | 《Stormbringer》                 | 3:59      |
| 7.  | 〈Mistreated〉                | 블랙모어, 커버데일                                     | 《Burn》                         | 7:39      |
| 8.  | 〈Holy Man〉                  | 커버데일, 휴스, 로드                                   | 《Stormbringer》                 | 4:42      |
| 9.  | 〈Might Just Take Your Life〉 | 블랙모어, 커버데일, 로드, 페이스                       | 《Burn》                         | 4:14      |
| 10. | 〈You Keep On Moving〉        | 커버데일, 휴스                                         | 《Come Taste the Band》          | 5:06      |
| 11. | 〈Soldier of Fortune〉        | 블랙모어, 커버데일                                     | 《Stormbringer》                 | 3:18      |
| 12. | 〈Lay Down Stay Down〉        | 블랙모어, 커버데일, 로드, 페이스                       | 《Burn》                         | 3:52      |
| 13. | 〈Stormbringer〉              | 블랙모어, 커버데일                                     | 《Stormbringer》                 | 5:17      |